# Catar en los Juegos Olímpicos de Río de Janeiro 2016
Catar participó en los Juegos Olímpicos de 2016 en Río de Janeiro, Brasil, del 5 al 21 de agosto de 2016.

## Atletas
La siguiente tabla muestra el número de atletas en cada disciplina:
| Deporte       | Hombres | Mujeres | Total |
| ------------- | ------- | ------- | ----- |
| Atletismo     | 8       | 1       | 9     |
| Balonmano     | 14      | 0       | 14    |
| Boxeo         | 2       | 0       | 2     |
| Equitación    | 4       | 0       | 4     |
| Halterofilia  | 1       | 0       | 1     |
| Judo          | 1       | 0       | 1     |
| Natación      | 1       | 1       | 2     |
| Tenis de mesa | 1       | 0       | 1     |
| Tiro          | 2       | 0       | 2     |
| Voleibol      | 2       | 0       | 2     |
| Total         | 36      | 2       | 38    |